# 플라이즈
플라이즈(Plies)(본명:Algernod Lanier Washington, 1976년 7월 1일, 미국 ~ )는 미국의 랩가수이다. 그는 'Slip-n-Slide Records' 소속이며, 2007년 'Hypnotized', Shawty'로 빌보드 차트에 상위권에 들어가며, 데뷔했다.

## 일생

### 유년기
그는 미국 플로리다주에서 태어났다.1990년대 그는 그의 형과 독립적인 레이블은 차렸다. 그러던 중 형의 지인을 통해 'Slip-n-Slide Records'로 픽업됐으며, 릴 부이스에 공연에 참여하면서부터 그는 본격적으로 힙합을 시작했다.

### The Real Testament
2007년 8월에 발매된 이 앨범은 티-페인이 참여한 'Shawty'로 'Billboard Hot Rap Tracks chart'와 'Hot 100'에서 9위로 데뷔한다.두 번째 싱글인 'Hypnotized'는 에이콘이 참여했다.이곡은 'Hot 100'에서 14위로 데뷔했으며,세 번째 싱글인 'I Am The Club'이 발표됐다.이 앨범은 'RIAA'에서 골드를 기록하고,50만장을 팔았다.그는 2008년에 발매된 팻 조에 싱글에도 참여했다.

### Definition of Real
2008년 6월에 발매됐다.니요가 참여한 리드싱글인 'Bust It Baby'는 'Hot Rap Tracks' 와 'Hot R&B/Hip-Hop Singles & Tracks charts'에서 2위를 하고,'Hot 100'에서 7위를 한다.빌보드 200에서 2위를 기록했으며,첫주에만 21만장 넘게 팔렸다. 다음 싱글인 'Please Excuse My Hands'에는 제이미 폭스, 더-드림이 참여했다.RIAA'에서 골드를 기록했다.

### Da REAList
2008년 12월에 발매됐다.첫싱글인 'Put It On Ya'는 '크리스 제이'가 참여했다.이 앨범은 빌보드 200에서 14위로 데뷔한다.10만장이 팔렸고,두 번째 싱글인 'Want It ,Need It'은 크리스마스를 위해 발매됐고, 아샨티가 참여했다.

## 앨범
The Real Testament (2007)
Definition of Real (2008)
Da REAList (2008)
Goon Affiliated (2009)